# Рјед (Болцано)
Рјед је насеље у Италији у округу Болцано, региону Трентино-Јужни Тирол.
Према процени из 2011. у насељу је живело 1440 становника. Насеље се налази на надморској висини од 1375 м.